# 1 марта
1 марта — 60-й день года (61-й в високосные годы) по григорианскому календарю.
До конца года остаётся 305 дней.
До 15 октября 1582 года — 1 марта по юлианскому календарю, с 15 октября 1582 года — 1 марта по григорианскому календарю.
В XX и XXI веках соответствует 16 февраля по юлианскому календарю в невисокосные годы, 17 февраля в високосные годы.

## Праздники и памятные дни
См. также: Категория:Праздники 1 марта

### Международные
- ООН (ЮНЭЙДС) — День «Ноль дискриминации»[2].
- ООН — Всемирный день морских трав[2].

### Национальные
- Болгария — Баба Марта.
- Босния и Герцеговина — День независимости[англ.].
- Исландия — День пива[3].
- Республика Корея — День движения за независимость.
- Казахстан — День благодарности[4].
- Маршалловы Острова — День памяти[англ.].
- Молдова,  Румыния — Мэрцишор.
- Польша — День памяти «отверженных солдат».

### Религиозные

#### Католицизм
- Память святого Абдекаласа[англ.];
- Память Альбинуса Анжесского;
- Память Давида Валлийского;
- Память святого Монана;
- Память Свитберта Кайзерсвертского[англ.].

#### Православие
(указано для невисокосных лет; в високосные годы список иной, см. 2 марта)
- Память мучеников Памфила, пресвитера, Валента, диакона, Павла, Порфирия, Селевкия, Феодула, Иулиана, Самуила, Илии, Даниила, Иеремии, Исаии (ок. 307—309);
- Память мучеников Персидских в Мартирополе (IV);
- Память преподобного Маруфы, епископа Месопотамского (422);
- Память святителя Макария, митрополита Московского (1926);
- Память священномученика Павла Смирнова, пресвитера (1938).

### Именины
- Католические: Абдекалас, Альбинус, Давид, Монан, Свитберт.
- Православные: Валент, Даниил, Иеремия, Илья, Исаия, Макарий, Маруф, Никон, Павел, Памфил, Порфирий, Самуил, Селевкий, Феодул, Флавиан, Юлиан.

## События
См. также: Категория:События 1 марта

### До нашей эры
- 5509 год до н. э. — константинопольская эра от «сотворения мира» (ультрамартовский стиль).
- 509 год до н. э. — Публий Валерий Публикола отпраздновал первый триумф в истории Римской республики после победы над свергнутым царём Тарквинием Гордым в битве у Арсийского леса.
- 293 — Императоры Диоклетиан и Максимиан назначают Констанция Хлора и Галерия Цезарями. Это считается началом тетрархии, известной как лат. Quattuor Principes Mundi («Четыре правителя мира»).
- 350 — при поддержке Константины, сестры Констанция II, Ветранион провозглашает себя Цезарем.
- 834 — Император Людовик Благочестивый восстановлен в качестве единственного правителя Франкской империи.

### До XVI века
- 1324 — бой у Лукосистерны между арагонцами и сардинцами.
- 1325 — Москва стала церковным центром Руси: князь московский Иван Калита убедил митрополита Петра перенести резиденцию из Владимира в Москву.
- 1360 — король Англии Эдуард III выкупил из французского плена 19-летнего Джеффри Чосера, который стал его камердинером, оруженосцем, а впоследствии — одним из самых выдающихся поэтов Англии.
- 1382 — в Париже произошло массовое избиение сборщиков налогов.
- 1420 — папа Римский Мартин V призвал христиан к крестовым походам против чешских гуситов.
- 1476 — Католические короли объединяют свои силы против португало-кастильской армии Афонсу V и Жуана II в битве при Торо.
- 1498 — Васко да Гама приплыл в Мозамбик.

### XVI век
- 1555 — Нострадамус опубликовал свою книгу предсказаний.
- 1562 — начало религиозных войн во Франции. Герцог Франсуа де Гиз напал на совершавших богослужение гугенотов в местечке Васси в провинции Шампань.
- 1564 — выход первой точно датированной русской печатной книги — «Апостола» Ивана Фёдорова — в Москве.
- 1565 — в Бразилии основана португальская колония Рио-де-Жанейро. Через 20 лет в городе было 4000 жителей.

### XVII век
- 1638 — в Северную Америку прибыли первые поселенцы из Швеции.
- 1692 — в Салеме (шт. Массачусетс) власти обвинили трёх женщин в колдовстве. В последующие месяцы более 150 женщин и мужчин были брошены в тюрьму по аналогичным обвинениям, 19 из них казнены.
- 1700 — Пётр I учредил Провиантский приказ, положивший начало созданию службы тыла в регулярной русской армии.

### XVIII век
- 1711 — вышел первый номер английского журнала «Спектейтор».
- 1753 — в Швеции принят григорианский календарь.
- 1762 — российский император Пётр III издал «Манифест о вольности дворянства», освободивший дворян от обязательной госслужбы.
- 1767 — изгнание ордена иезуитов испанским королём Карлом III.
- 1780 — Пенсильвания стала первым штатом, запретившим рабство.
- 1781 — вступили в силу Статьи Конфедерации — первый конституционный документ США.
- 1790 — первая перепись населения США.

### XIX век
- 1803 — Огайо стал 17-м штатом США.
- 1810 — император Александр I своим манифестом объявил о присоединении Абхазии к России.
- 1845 — президент США Джон Тайлер подписал закон о принятии Техаса под юрисдикцию США.
- 1861 — вслед за Южной Каролиной, Миссисипи, Флоридой, Алабамой, Джорджией и Луизианой, Техас вышел из состава США.
- 1867 — Небраска стала 37-м штатом США.
- 1869 — Дмитрий Менделеев составил таблицу системы элементов, основанную на их атомном весе и химическом сходстве.
- 1872 — решением Конгресса США в местности у озера Йеллоустон образован первый в США национальный парк.
- 1880 — закончено строительство первого крупнейшего железнодорожного туннеля Сен-Готард в Альпах.
- 1896 — итальянский экспедиционный корпус разгромлен эфиопской армией в битве при Адуа.
- 1898 — на съезде в Минске  создана первая рабочая партия в России — Российская социал-демократическая рабочая партия (РСДРП).

### XX век
- 1912 — в Сент-Луисе Альберт Берри совершил первый прыжок с парашютом из летящего самолёта (высота 460 м).
- 1919
  - В сеульском ресторане «Тхэхвагван» собрались 33 первых борца за независимость Кореи от японской оккупации и зачитали декларацию независимости Кореи, что повлекло массовые выступления корейцев в поддержку обретения суверенитета и положило начало борьбе за национальную независимость Кореи (Движение 1 марта).
  - При советской милиции создан институт судебной экспертизы.
- 1920
  - В США принят закон Эша-Каммиса, по которому железные дороги были возвращены прежним владельцам.
  - Образована Бурятская АССР.
- 1921 — началось восстание балтийских моряков в Кронштадте под лозунгом «За Советы без большевиков».
- 1927
  - Британское правительство признало права Ньюфаундленда на часть полуострова Лабрадор, на которую также претендовал Квебек.
  - Национализирован Банк Италии.
- 1928
  - В Азербайджане стала публиковаться независимая общественно-политическая газета «Вышка».
  - В США доктор Герберт Эванс открыл шестой витамин, соответственно названный витамином F.
- 1930 — основан Московский авиационный институт.
- 1932 — провозглашено государство Маньчжоу-го, созданное правительством Японии в оккупированной китайской Маньчжурии.
- 1935
  - В результате плебисцита Саарская область, находившаяся с 1920 года под управлением Лиги Наций, вновь вошла в состав Германии.
  - Германия официально объявила о существовании люфтваффе.
- 1939 — США признали правительство генерала Франко.
- 1941 — начало вещание первое коммерческое FM-радио — радиостанция W47NV в Нэшвилле.
- 1943
  - В Нью-Йорке проведена массовая демонстрация в поддержку евреев Европы.
  - Корюковская трагедия — массовое убийство мирного населения посёлка Корюковка Черниговской области.
- 1947 — начал свою деятельность Международный валютный фонд.
- 1953 — начало вещания «Радио Свобода».
- 1954 — ядерное испытание Castle Bravo. США взорвали одну из первых водородных бомб мощностью 15 Мт.
- 1954 — террористическая атака на Капитолий США.
- 1960
  - Вышел в свет первый номер воскресного приложения к газете «Известия» — «Неделя».
  - Гвинея вышла из зоны франка и ввела собственную валюту.
- 1961 — президент США Джон Кеннеди объявил о создании Корпуса Мира.
- 1962 — в Гарден-сити (Мичиган) открыт первый магазин торговой сети «Kmart», ныне одной из крупнейших в США.
- 1966 — советская автоматическая межпланетная станция Венера-3 впервые в мире достигла поверхности Венеры.
- 1969 — во время концерта группы The Doors в Майами за неприличное поведение был арестован её лидер Джим Моррисон.
- 1970 — Родезия объявила независимость от Великобритании.
- 1976 — парламент Великобритании одобрил новые правила дорожного движения, согласно которым использование ремней безопасности становилось обязательным.
- 1977 — в Киеве открыт памятник украинскому философу Григорию Сковороде.
- 1978 — останки Чарли Чаплина были похищены из его могилы в Швейцарии.
- 1980 — по приказу Пентагона началось формирование «сил быстрого развёртывания».
- 1984 — начались регулярные рейсы скоростного электропоезда ЭР200 по маршруту Москва — Ленинград.
- 1986 — в японском Саппоро начались первые зимние Азиатские игры.
- 1990 — установлены дипломатические отношения между СССР и Ватиканом на уровне постоянных представительств.
- 1991 — шахтёры Донбасса начали забастовку, впервые выдвинув политические требования (отставка Горбачёва).
- 1992 — убийство на сербской свадьбе в Сараеве, послужившее началом межэтнической войны в Боснии и Герцеговине.
- 1993 — день создания специального отряда быстрого реагирования (СОБР) УБОП.
- 1994 — парламент Грузии ратифицировал документ о вступлении Грузии в СНГ.
- 1995
  - Начало вещания московского телеканала «Телеэкспо».
  - Армения приступила к приватизации государственной собственности.
  - В Гатчине (Ленинградская область) начался первый российский кинофестиваль «Литература и кино».
  - В Москве, в подъезде собственного дома, убит телеведущий Влад Листьев.
  - Президент Казахстана подписал указ об образовании Ассамблеи народов Казахстана.
- 1996 — образован космодром Минобороны РФ «Свободный».
- 1998 — вступило в силу соглашение о партнёрстве и сотрудничестве между Европейским союзом и Украиной.
- 2000 — в бою с чеченскими боевиками у высоты 776 погибла 6-я рота псковских десантников.

### XXI век
- 2004 — Михаил Фрадков стал премьер-министром России.
- 2008 — массовые беспорядки в Ереване, Армения.
- 2011 — в России вступил в силу закон «О полиции».

## Родились
См. также: Категория:Родившиеся 1 марта

### До XIX века
- 40 — Марк Валерий Марциал (ум. 104), римский поэт, мастер эпиграммы.
- 463 — Лю Юй (убит 477), император южнокитайской империи Сун.
- 1105 — Альфонсо VII Император (ум. 1157), король Галисии, Леона и Кастилии.
- 1389 — Антонин Пьероци (ум. 1459), католический святой, врачеватель, архиепископ Флоренции.
- 1432 — Изабелла Коимбрская (ум. 1455), инфанта португальская, первая жена короля Португалии Афонсу V, королева-консорт Португалии.
- 1445 — Сандро Боттичелли (ум. 1510), итальянский живописец эпохи Возрождения.
- 1456 — Владислав II Ягеллон (ум. 1516), король Чехии и Венгрии.
- 1547 — Рудольф Гоклениус (ум. 1628), немецкий философ-неосхоластик.
- 1611 — Джон Пелль (ум. 1685), английский математик-алгебраист, член Королевского общества.
- 1653 — Жан-Батист Анри де Валенкур (ум. 1730), французский прозаик, переводчик, историк, лингвист, член Французской академии.
- 1683
  - Цангьянг Гьяцо (ум. 1706), тибетский поэт и шестой Далай-Лама.
  - Каролина Бранденбург-Ансбахская (ум. 1737), принцесса Бранденбург-Ансбахская; супруга Георга II, королева Великобритании и Ирландии и курфюрстина Ганновера.
- 1731 — Дирк ван дер Аа (ум. 1809), нидерландский художник, график-орнаменталист.
- 1760 — Франсуа Бюзо (ум. 1794), французский адвокат и деятель Великой революции, жирондист.
- 1769 — Франсуа-Северен Марсо-Дегравье (ум. 1796), французский генерал времён Революционных войн.
- 1781 — Михаил Менгден (ум. 1855), генерал-майор русской императорской армии, участник войн с Наполеоном.
- 1794 — Уильям Дженкинс Уорт (ум. 1849), американский генерал.

### XIX век
- 1810 — Фридерик Шопен (ум. 1849), польский композитор и пианист.
- 1812 — Огастес Уэлби Нортмор Пьюджин (ум. 1852), английский архитектор, декоратор интерьера, рисовальщик-орнаменталист, проектировщик мебели, писатель и теоретик архитектуры. Строитель Биг-Бена и Вестминстерского дворца.
- 1823 — Надежда Соханская (ум. 1884), русская писательница.
- 1824 — Дональд Стюарт (ум. 1900), британский генерал, участник Второй англо-афганской войны.
- 1837
  - Георг Мориц Эберс (ум. 1898), немецкий учёный-египтолог и писатель.
  - Уильям Дин Хоуэлс (ум. 1920), американский писатель и литературный критик.
- 1845 — Фёдор Пироцкий (ум. 1898), русский инженер-электротехник, изобретатель трамвая на электрической тяге.
- 1846 — Василий Докучаев (ум. 1903), русский геолог, почвовед, минералог и кристаллограф.
- 1852 — Теофиль Делькассе (ум. 1923), французский дипломат, государственный деятель, министр иностранных дел Франции.
- 1863
  - Александр Головин (ум. 1930), русский советский художник, сценограф, декоратор, народный артист Республики.
  - Фёдор Сологуб (ум. 1927), русский поэт и писатель, драматург, публицист.
- 1866 — Лидия Зиновьева-Аннибал (ум. 1907), русская писательница.
- 1868 — София Хотек (погибла в 1914), чешская дворянка, супруга наследника престола Австро-Венгрии, Франца Фердинанда.
- 1875 — Жан Огюст Мари Тийо (ум. 1956), французский офицер, топограф, исследователь Центральной Африки и Сахары.
- 1876 — Анри де Байе-Латур (ум. 1942), бельгийский аристократ, граф; третий президент Международного олимпийского комитета.
- 1879 — Алан Гардинер (ум. 1963), английский египтолог и лингвист.
- 1880
  - Литтон Стрейчи (ум. 1932), английский писатель, биограф, литературный критик.
  - Исаак Шёнберг (ум. 1963), британский учёный, изобретатель телевидения высокой чёткости.
- 1886 — Оскар Кокошка (ум. 1980), австрийский художник и писатель чешского происхождения.
- 1890
  - Лев Гумилевский (ум. 1976), русский советский прозаик, редактор.
  - Тереза Бернштейн (ум. 2002), польско-американская художница, писательница и супердолгожительница.
- 1892 — Рюноскэ Акутагава (ум. 1927), японский писатель.
- 1894 — Антонина Скрябина (ум. 1977), советский педагог и общественный деятель.
- 1897 — Константин Чибисов (ум. 1988), советский физико-химик, специалист в области фотохимии и научной фотографии.
- 1899 — Эрих фон дем Бах (ум. 1972), обергруппенфюрер СС, генерал полиции и генерал войск СС.
- 1900 — Николай Супруненко (ум. 1984), украинский советский историк.

### XX век
- 1904
  - Богдан Кобулов (ум. 1953), деятель советских спецслужб, один из активных организаторов сталинских репрессий (большого террора) и депортаций народов, генерал-полковник (1945).
  - Гленн Миллер (погиб в 1944), американский тромбонист, аранжировщик, руководитель одного из лучших свинговых оркестров.
- 1906
  - Вера Менчик (погибла в 1944), первая чемпионка мира по шахматам среди женщин.
  - Фам Ван Донг (ум. 2000), вьетнамский государственный и политический деятель, премьер-министр Вьетнама в 1955—1987 годах.
  - Абдус Саттар (ум. 1985), государственный и политический деятель Бангладеш, президент страны в 1981—1982 годах.
- 1907 — Александр Гинцбург (ум. 1972), советский кинооператор и режиссёр.
- 1908 — Михаил Машковский (ум. 2002), один из основоположников советской и российской фармакологии, академик.
- 1910
  - Арчер Джон Портер Мартин (ум. 2002), английский биохимик и физико-химик, нобелевский лауреат по химии (1952).
  - Дэвид Нивен (ум. 1983), британский киноактёр, лауреат премий «Оскар» и «Золотой глобус».
- 1913 — Яков Пановко (ум. 2002), советский и российский учёный в области механики.
- 1917 — Роберт Лоуэлл (ум. 1977), американский поэт, драматург, литературный критик.
- 1918 — Жуан Гуларт (ум. 1976), бразильский государственный деятель, адвокат, президент Бразилии.
- 1921
  - Джек Клейтон (ум. 1995), британский кинорежиссёр и продюсер.
  - Аннелиза Кольманн (ум. 1977), нацистская военная преступница, надзирательница концлагерей Нойенгамме и Берген-Бельзен.
- 1922 — Ицхак Рабин (убит в 1995), израильский политик и военный деятель, 6-й и 11-й премьер-министр Израиля, лауреат Нобелевской премии мира (1994).
- 1923
  - Владимир Гельфанд (ум. 1983), советский писатель-мемуарист, участник Великой Отечественной войны, автор опубликованных дневников о годах службы в Красной Армии (1941—1946).
  - Лев Дёмин (ум. 2008), советский и российский востоковед, журналист-международник, историк.
- 1924 — Дональд Кент Слейтон (ум. 1993), американский астронавт.
- 1927
  - Гарри Белафонте (ум. 2023), американский певец, актёр, продюсер, общественный деятель.
  - Клод Жансак (ум. 2016), французская комедийная актриса.
  - Джордж Огден Эйбелл (ум. 1983), американский астроном, профессор.
- 1928
  - Сеймур Пейперт (ум. 2016), южноафриканский и американский математик и программист, создатель языка Лого, один из основоположников теории искусственного интеллекта.
  - Жак Риветт (ум. 2016), французский кинорежиссёр, сценарист и актёр.
- 1929 — Георгий Марков (ум. 1978), болгарский диссидент, писатель и журналист.
- 1931 — Юозас Бурнейкис (ум. 2005), литовский и советский гидротехник, географ, лауреат Государственной премии Литовской ССР.
- 1933 — Инесса Ковалевская, советский и российский режиссёр и сценарист мультипликации, заслуженный деятель искусств Российской Федерации.
- 1936 — Юрий Пахомов, советский и российский писатель.
- 1937 — Евгений Дога (ум. 2025), советский и молдавский композитор, народный артист СССР.
- 1938 — Борислав Брондуков (ум. 2004), советский и украинский киноактёр, народный артист Украинской ССР.
- 1943
  - Акинори Накаяма, (ум. 2025), японский гимнаст, шестикратный олимпийский чемпион (1968 и 1972), семикратный чемпион мира, вице-президент Японской Ассоциации гимнастики.
  - Рашид Сюняев, советский и российский учёный-астрофизик, академик РАН.
- 1944 — Роджер Долтри, британский певец, автор песен, основатель и вокалист группы The Who.
- 1945 — Дирк Бенедикт, американский актёр, кинорежиссёр, сценарист.
- 1949 — Виктор Илюхин (ум. 2011), российский политик, председатель Комитета по безопасности Государственной думы (1994—2000).
- 1951 — Юрии Лебедев, советский хоккеист.
- 1952 — Мартин О’Нил, североирландский футболист и тренер.
- 1953 — Мутхувел Карунанидхи Сталин, индийский политик, мэр Ченнаи в 1996—2002 годах, депутат законодательного собрания, член правительства штата Тамилнад.
- 1954 — Рон Ховард, американский кинорежиссёр, продюсер, сценарист, актёр, обладатель двух премий «Оскар».
- 1956 — Даля Грибаускайте, литовский политик, президент Литвы (2009—2019).
- 1957 — Рустам Минниханов, российский государственный и политический деятель, глава (Раис) Республики Татарстан.
- 1958
  - Николай Злобин, российско-американский политолог, историк, публицист.
  - Ник Кершоу, британский музыкант, певец, композитор, продюсер.
- 1959 — Ник Гриффин, британский политик, член Европейского парламента (2009—2014).
- 1963 
  - Томас Андерс (наст. имя Бернд Вайдунг), немецкий поп-певец, композитор, солист группы Modern Talking.
  - Рон Фрэнсис, канадский хоккеист, двукратный обладатель Кубка Стэнли, член Зала славы.
- 1966 — Зак Снайдер, американский кинорежиссёр, сценарист, продюсер.
- 1967 — Арон Винтер, нидерландский футболист, правый полузащитник, тренер. Чемпион Европы 1988.
- 1969 — Хавьер Бардем, испанский актёр, лауреат премий «Оскар» и «Золотой глобус».
- 1972 — Фелесиа, американская порноактриса, модель ню и танцовщица.
- 1975 — Валентина Монетта, сан-маринская певица, участница конкурсов песни Евровидение в 2012, 2013, 2014 и 2017 годах.
- 1976 — Николай Диденко, российский оперный певец, бас.
- 1978 — Дженсен Эклс, американский актёр и режиссёр, певец.
- 1979 — Миккель Кесслер, датский боксёр.
- 1980
  - Анна Семенович, российская фигуристка, эстрадная певица, актриса, телеведущая и бывшая солистка группы «Блестящие» (2003—2007).
  - Джими Траоре, малийский футболист.
- 1983
  - Даниэл Карвальо, бразильский футболист.
  - Лупита Нионго, кенийская актриса, обладательница премии «Оскар».
- 1986 — Мирослава Карпович, российская актриса театра и кино, модель.
- 1987
  - Ke$ha (Кеша Роуз Себерт), американская певица, рэпер, автор песен.
  - Настасья Самбурская, российская актриса театра и кино, певица, модель, телеведущая.
- 1989
  - Агата Муцениеце, латвийская и российская актриса театра и кино, модель, телеведущая.
  - Карлос Вела, мексиканский футболист, нападающий.
- 1992 — Эдуар Менди, сенегальский футболист, вратарь.
- 1993 — Мария Фомина, российская актриса театра и кино, модель.
- 1994 — Джастин Бибер, канадский поп- и R&B-певец, автор песен, музыкант, актёр.
- 1996 — Е Шивэнь, китайская пловчиха, двукратная олимпийская чемпионка (2012).

## Скончались
См. также: Категория:Умершие 1 марта

### До XX века
- 1643 — Джироламо Фрескобальди (р. 1583), итальянский композитор и органист, один из создателей фуги.
- 1697 — Франческо Реди (р. 1626), итальянский врач и натуралист.
- 1757 — Эдвард Мур (р. 1712), английский поэт и драматург.
- 1807 — Николай Резанов (р. 1764), дипломат, торговец, государственный деятель, один из учредителей Российско-американской компании, инициатор первой русской кругосветной экспедиции.
- 1870 — убит Франсиско Солано Лопес (р. 1827), президент Парагвая (1862—1869).
- 1875 — Генри Келлетт (р. 1806), английский арктический мореплаватель.
- 1882 — Теодор Куллак (р. 1818), немецкий пианист, композитор, музыкальный педагог и издатель польского происхождения.

### XX век
- 1906 — Александр Лимберг (р. 1856), первый русский профессор стоматологии.
- 1911 — Якоб Хендрик Ван-Гофф (р. 1852), голландский химик, лауреат Нобелевской премии (1901).
- 1913 — Фёдор Корш (р. 1843), русский филолог, академик Петербургской АН, профессор, крупнейший лингвист.
- 1936 — Михаил Кузмин (р. 1872), русский поэт и прозаик Серебряного века, переводчик, композитор.
- 1937 — Юдель Моисеевич Пэн (р. 1854), еврейский живописец, учитель Марка Шагала.
- 1938 — Габриеле Д’Аннунцио (р. 1863), итальянский писатель.
- 1940
  - Антон Таммсааре (Ханзен; р. 1878), эстонский писатель, представитель критического реализма.
  - Николай Кулагин (р. 1860), русский советский натуралист, зоолог, апиолог, руководитель Комитета по охране памятников природы.
- 1943 — Владимир Пикок (р. 1875), российский и советский артист оперы, тенор.
- 1952 — Мариано Асуэла (р. 1873), мексиканский писатель, литературный критик.
- 1953 — Александр Остужев (настоящая фамилия Пожаров; р. 1874), актёр Малого театра.
- 1958 — Джакомо Балла (р. 1871), итальянский художник, один из основоположников футуризма.
- 1963 — Феличе Казорати (р.1883), итальянский художник-антифашист.
- 1965 — Сергей Лукьянов (р. 1910), советский актёр.
- 1971 — Изольда Извицкая (р. 1932), советская актриса.
- 1972 — Леонид Эстрин (настоящее имя Израиль; р. 1908), украинский советский кинорежиссёр.
- 1973 — Лев Арцимович (р. 1909), советский физик, академик, Герой Социалистического Труда.
- 1979 — Мустафа Барзани (р. 1903), лидер народно-освободительного движения Иракского Курдистана.
- 1980 — Даниил Храбровицкий (р. 1923), советский сценарист, режиссёр.
- 1983 — Артур Кёстлер (р. 1905), британский писатель, журналист, философ; родом из Венгрии.
- 1984 — Джеки Куган (р. 1914), американский актёр, первый ребёнок — звезда Голливуда.
- 1991
  - Эдвин Лэнд (р. 1909), американский изобретатель, основатель компании Polaroid и создатель фотокамеры «Полароид».
  - Леонид Марков (р. 1927), актёр театра и кино, народный артист СССР.
- 1993 
  - Геннадий Дудник (р. 1924) — советский актёр, артист эстрады, пародист, заслуженный артист РСФСР (1984).
  - Олег Зайцев (р. 1939), советский хоккеист, олимпийский чемпион (1964, 1968), чемпион мира (1964, 1966, 1967, 1968).
- 1995
  - Георг Келер (р. 1946), немецкий иммунолог, лауреат Нобелевской премии по медицине (1984).
  - Владислав Листьев (р. 1956), российский журналист, телеведущий, первый гендиректор ОРТ.
- 1998 — Александр Пузанов (р. 1906), советский партийный и государственный деятель, Председатель Совета Министров РСФСР (1952—1956).

### XXI век
- 2001
  - Александр Козлов (р. 1961), российский музыкант, участник рок-группы «Агата Кристи».
  - Минору Ода (р. 1923), японский учёный, астрофизик, один из основателей космических исследований в Японии.
- 2004 — Нина Сазонова (р. 1917), актриса театра и кино, народная артистка СССР.
- 2010
  - Владимир Ильюшин (р. 1927), советский и российский лётчик-испытатель, Герой Советского Союза.
  - Виктор Луферов (р. 1945), российский поэт, музыкант, бард.
- 2012
  - Джампэл Намдрол Чокьи Гьялцэн (р. 1932), девятый Богдо-гэгэн, глава буддизма в Монголии.
  - Лучо Далла (р. 1943), итальянский композитор, певец, музыкант и актёр.
- 2013 — Бонни Франклин (р. 1944), американская актриса.
- 2014
  - Ален Рене (р. 1922), французский кинорежиссёр, сценарист.
  - Леонид Левин (р. 1936), советский и белорусский архитектор, автор мемориального комплекса «Хатынь».
- 2015 — Анатолий Логунов (р. 1926), российский физик, академик РАН, ректор МГУ (1977—1992).
- 2018 — Висенте Пикер (р. 1935), испанский футболист (клуб «Валенсия») и тренер, игрок национальной сборной, двукратный победитель «Кубка ярмарок».
- 2019 — Жорес Алфёров (р. 1930), советский и российский физик, академик РАН, лауреат Нобелевской премии.
- 2024
  - Айрис Апфель (р. 1921), американская предпринимательница, дизайнер интерьеров, модельер и актриса.
  - Акира Торияма (р. 1955), мангака, наиболее известный как автор манги «Жемчуг дракона».